# جراحة الصداع النصفي
جراحة الشقيقة أو جراحة الصداع النصفي (بالإنجليزية: Migraine surgery)‏ هي عملية جراحية تجري للمريض المصاب بالصداع النصفي في حالات عدم التجاوب مع العلاجات الأخرى، والهدف من الجراحة تقليل أو منع الصداع النصفي. يعتبرها البعض كبديل عندما تصبح العلاجات الأخرى ليست فاعلة. ونصحت جمعية الصداع الأمريكية على ألا يُوصِي طبيب بإجراء عملية التعطيل الجراحي لنقاط الزناد (بالإنجليزية: Myofascial trigger point)‏ للصداع النصفي خارج التجارب السريرية لعدم تواجد تقديرات دقيقة حول فعالية ومضار العملية الجراحية.

## الاستخدامات
لا يُوصَى باجراء جراحة الصداع النصفي التي تنطوي على تعطيل نقاط زناد الصداع النصفي خارج التجارب السريرية وذلك لعدم وجود تقديرات دقيقة حول فعالية ومضار العملية الجراحية. وبينما ألمحت بعض الدراسات الوصفية إمكانية حصول فائدة ممكنة من الجراحة، إلا أن كمّ الأدلة المتاحة على جراحة الصداع النصفي لا توفر تقديرات دقيقة لفعالية الجراحة أو لوصف الأضرار التي يتسبب بها. الآثار الجانبية على المدى الطويل غير معروفة، ويمكن أن تتسبب في مشاكل. وجمعية الصداع الأمريكية وغيرها يحثون على توخي الحذر بشأن هذا الإجراء.

## العمليات الجراحية

### مواقع الزناد
تمت دراسة التعطيل الجراحي من مواقع الزناد (بالإنجليزية: Trigger sites)‏ ، ولكن الدراسات عليها مشكلات. أساس الدراسات هو الاعتقاد بأن سبب الصداع النصفي هو انضغاط الأعصاب الطرفية.

### استدامة الثقب البيضاوي القلبي
من غير الواضح ما إذا كان استدامة الثقب البيضاوي القلبي (بالإنجليزية: Patent foramen ovale closure)‏ مرتبطاً أو غير مرتبط بالصداع النصفي ذو الهالة (بالإنجليزية: migraines with an aura)‏. إن البيانات الداعمة لوجود تأثير لإغلاق الثقب البيضاوي القلبي على معدلات الصداع النصفي هي في معظمها بيانات منخفضة النوعية. التجربة العشوائية الوحيدة لم تجد فائدة.